# Ʒ́
Cette page contient des caractères spéciaux ou non latins. S’ils s’affichent mal (▯, ?, etc.), consultez la page d’aide Unicode.
Ʒ́, appelée ej accent aigu, est un graphème utilisé comme symbole dans certaines transcriptions phonétiques comme la transcription de Sergueï Starostine utilisée en linguistique historique, la transcription de l’Atlas linguistique slave ou la transcription de l’Atlas Linguarum Europae. Il s’agit de la lettre Ʒ diacritée d’un accent aigu.

## Représentations informatiques
Le ej caron peut être représenté avec les caractères Unicode suivants :
- décomposé (latin étendu B, alphabet phonétique international, diacritiques)[1],[2],[3] :

| formes    | représentations | chaînes de caractères | points de code | descriptions                                       |
| --------- | --------------- | --------------------- | -------------- | -------------------------------------------------- |
| capitale  | Ʒ́               | Ʒ◌́                    | U+01B7 U+0301  | lettre majuscule latine ej diacritique accent aigu |
| minuscule | ʒ́               | ʒ◌́                    | U+0292 U+0301  | lettre minuscule latine ej diacritique accent aigu |